# Premio Laurence Olivier
El Premio Laurence Olivier o Premio Olivier es considerado como el más prestigioso en el teatro británico y se presenta en reconocimiento de los logros artísticos de teatro de texto como musical en Londres. 
Se entregan desde el año 1976, cuando recibían el nombre de Society Of West End Theatre Awards hasta que Lord Laurence Olivier cedió su nombre a estos galardones en el año 1984. Aunque son organizados por la Sociedad de Teatros Londinenses, el jurado está compuesto por miembros del público y expertos escogidos por su conocimiento y su experiencia profesional.
Comúnmente se refiere a ellos simplemente como los Premios Olivier. Se presentan anualmente a través de una serie de categorías que abarca obras de teatro, musicales, danza, ópera y teatro de afiliados. La mayoría se presentan por el alto perfil comercial de producciones vistos en los grandes teatros de Londres. 

## Categorías
| - Mejor actor - Mejor actriz - Mejor actor secundario - Mejor actriz secundario - Mejor actor/actriz revelación - Mejor obra nueva - Mejor obra revival - Mejor comedia - Mejor actor - musical - Mejor actriz - musical - Mejor actor/actriz de reparto - musical - Mejor musical nuevo - Mejor musical - Mejor director - Mejor coreografía - Mejor diseño de vestuario - Mejor iluminación - Mejor sonido | - Mejor danza - Mejor ópera - Premio especial a los logros excepcionales en una danza - Premio especial a los logros excepcionales en una ópera - Premio Especial de la Sociedad de Teatros Londinenses - Mejor compañía de teatro - Mejor empresa teatral - Mejor entretenimiento de teatro - Mejor interpretación joven - Mejor actor del año en una nueva obra - Mejor actor del año en un revival - Mejor actriz del año en una nueva obra - Mejor actriz del año en un revival - Mejor actor secundario - Mejor actriz secundario - Mejor director en una obra - Mejor interpretación - Musical - Mejor interpretación cómica - Mejor escenógrafo - Premio del público |

## Personas con más Premios
- Judi Dench (ocho Premios).
- Andrew Lloyd Webber (siete Premios).
- Ian Mckellen (siete Premios).

## Ceremonias

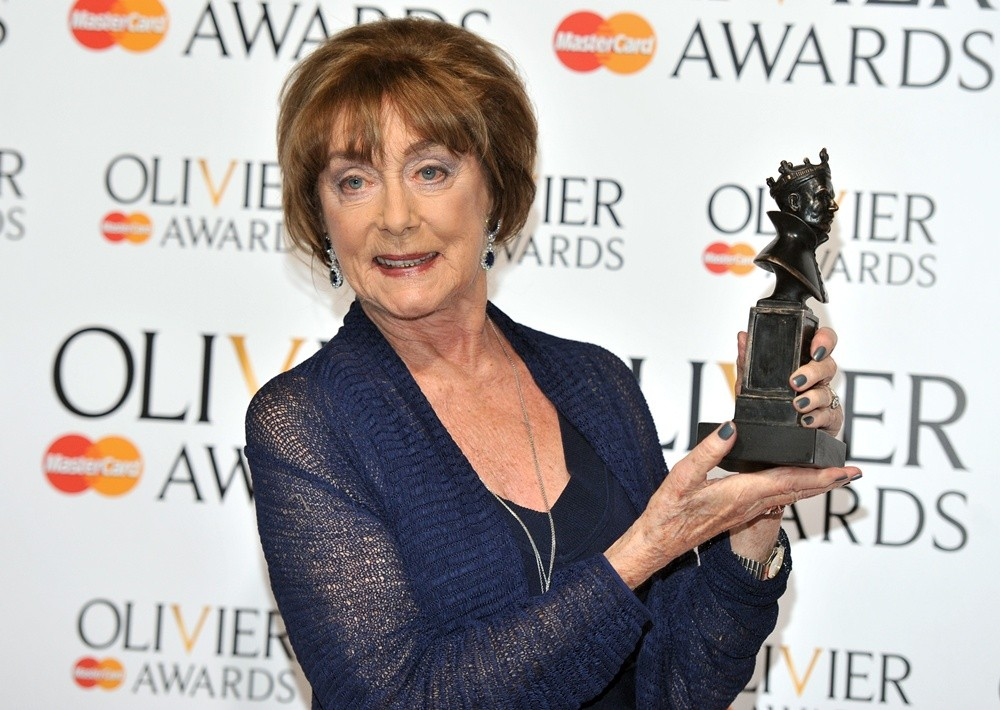
La bailarina Gillian Lynne con el trofeo.

- 1976
- 1977
- 1978
- 1979
- 1980
- 1981
- 1982
- 1983
- 1984
- 1985
- 1986
- 1987
- 1988
- 1990
- 1991
- 1992
- 1993
- 1994
- 1995
- 1996
- 1997
- 1998
- 1999
- 2000
- 2001
- 2002
- 2003
- 2004
- 2005
- 2006
- 2007
- 2008
- 2009
- 2010
- 2011
- 2012
- 2013
- 2014
- 2015
- 2016
- 2017
- 2018
- 2019
- 2020